# Експериментальна фізика
Експериментальна фізика — складова частина фізики, сукупність досліджень, пов'язаних із отриманням даних про фізичні явища й світ загалом. Основним методом дослідження експериментальної фізики є спостереження. Цілеспрямоване, продумане спостереження за поведінкою ретельно підготовленої фізичної системи, становить суть експерименту.
Побудова загальної фізичної картини світу здійснюється внаслідок взаємодії експериментальної та теоретичної фізики. Поділ фізики на експериментальну і теоретичну склався в 20 ст. Він був зумовлений, з одного боку, складністю математичного апарату сучасної теоретичної фізики, а з другого боку, складністю фізичного устаткування й методології вимірювань, які в сукупності привели до спеціалізації й поділу праці серед фізиків. 
Експериментальній фізиці належить вирішальне слово щодо верифікації чи фальсифікації фізичних теорій та гіпотез.   
Складовими експериментальної фізики є планування експерименту, його підготовка, вимірювання й обробка отриманих результатів. Підготовка експерименту часто включає розробку нового устаткування.